# Notolomatia
Notolomatia är ett släkte av tvåvingar. Notolomatia ingår i familjen svävflugor.

## Dottertaxa tillNotolomatia, i alfabetisk ordning[1]
- Notolomatia albata
- Notolomatia albicincta
- Notolomatia albicoma
- Notolomatia albizonata
- Notolomatia albulata
- Notolomatia apicalis
- Notolomatia arenaria
- Notolomatia asaphodesma
- Notolomatia atrella
- Notolomatia basutoensis
- Notolomatia bembesiana
- Notolomatia berzeliaphila
- Notolomatia bevisii
- Notolomatia brunnitincta
- Notolomatia canescens
- Notolomatia centralis
- Notolomatia chraecoptera
- Notolomatia cinereola
- Notolomatia citraria
- Notolomatia compsocoma
- Notolomatia conicera
- Notolomatia conocephala
- Notolomatia conostoma
- Notolomatia consors
- Notolomatia crossodesma
- Notolomatia desmophora
- Notolomatia dimidiata
- Notolomatia eremia
- Notolomatia flavifrons
- Notolomatia fucatipennis
- Notolomatia fulva
- Notolomatia fulvipleura
- Notolomatia gigantea
- Notolomatia glauciella
- Notolomatia liturata
- Notolomatia longitudinalis
- Notolomatia marleyi
- Notolomatia matabeleensis
- Notolomatia melampogon
- Notolomatia melanoloma
- Notolomatia melanthia
- Notolomatia melanura
- Notolomatia mesoleuca
- Notolomatia mitis
- Notolomatia mollivestis
- Notolomatia monticola
- Notolomatia mozambica
- Notolomatia namaqua
- Notolomatia natalicola
- Notolomatia nigrescens
- Notolomatia nigricephala
- Notolomatia nivosa
- Notolomatia oreophila
- Notolomatia ovamboensis
- Notolomatia pedunculata
- Notolomatia phaenostigma
- Notolomatia pictipennis
- Notolomatia pleuralis
- Notolomatia plocamoleuca
- Notolomatia pseudofasciata
- Notolomatia pterosticta
- Notolomatia pulchriceps
- Notolomatia punctifrons
- Notolomatia purpuripennis
- Notolomatia septoptera
- Notolomatia sericosoma
- Notolomatia tenera
- Notolomatia thysanomela
- Notolomatia uniplaga
- Notolomatia vicinalis